# Cryphalites rugosissimus
Cryphalites rugosissimus is een keversoort uit de familie snuitkevers (Curculionidae). De wetenschappelijke naam van de soort werd in 1917 gepubliceerd door Cockerell.